# Leo S. Olschki

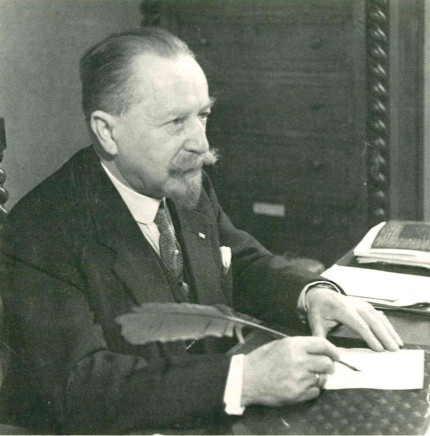
Leo Olschki (ohne Jahr)

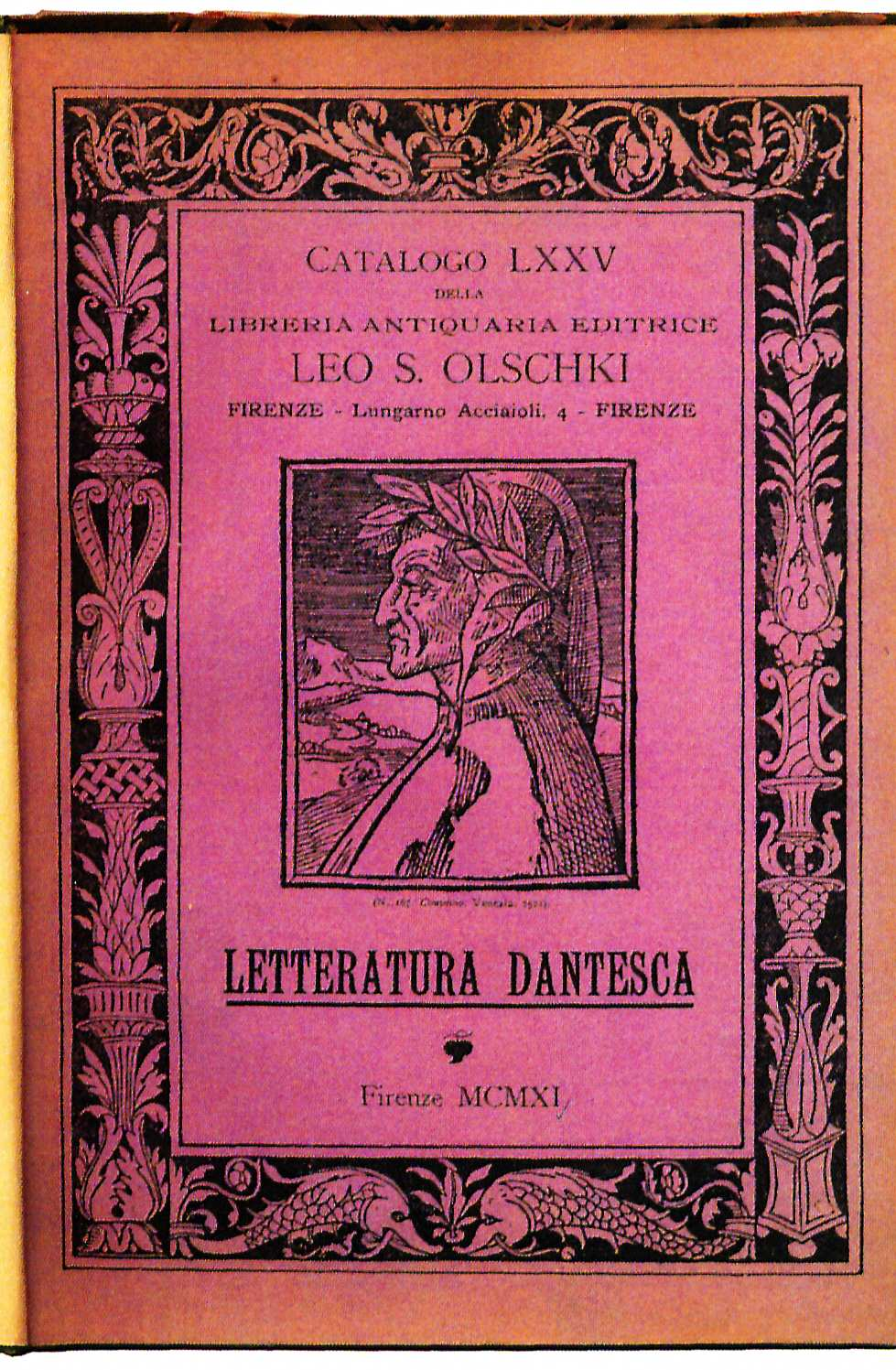
Letteratura Dantesca 1911

Leo Samuele Olschki (als  Lev Samuel Olschki geboren 8. Januar 1861 in Johannisburg, Ostpreußen; gestorben 17. Juni 1940 in Genf, Schweiz) war ein deutsch-italienischer Buchantiquar und Verleger.

## Leben
Olschki wurde in eine Familie von jüdischen Buchdruckern geboren. Er lernte den Buchhandel in Berlin und heiratete Pauline Rosen (* 1862 in Warschau; † 1895 in Venedig). Sie hatten sechs Kinder, darunter den Romanisten Leonardo Olschki. Die Söhne Cesare und Aldo führten später das Geschäft weiter.
1885 ging Olschki nach Verona. Dort gründete er ein Buchantiquariat und zog mit ihm in den nächsten Jahren nach Venedig und 1897 nach Florenz, wo er 1911 am Lungarno degli Acciaiuoli sein Geschäft hatte. Er gründete die Zeitschrift L’Algheri, die er später in Il Giornale dantesco umbenannte, und gab ab 1899 die illustrierte Monatsschrift La Bibliofilia heraus. Er galt als bedeutender Experte für Inkunabeln in Italien. Er gründete den Verlag Leo S. Olschki, der sich auf kunsthistorische Schriften spezialisierte. Er verlegte die 71-bändige Inventari dei Manoscritti delle Biblioteche d’Italia.
Beim Eintritt Italiens in den Ersten Weltkrieg 1915 entging Olschki der Internierung als feindlicher Ausländer, indem er nach Genf in die Schweiz auswich. 1925 erhielt er die italienische Staatsbürgerschaft. Als das Mussolini-Regime 1938 antijüdische Rassengesetze verabschiedete, floh er erneut in die Schweiz.

## Schriften (Auswahl)
- Aus den Erinnerungen eines Dante-Verlegers. In: Deutsches Dante-Jahrbuch Bd. 15, 1933, S. 132–140.